# コトカケヤナギ

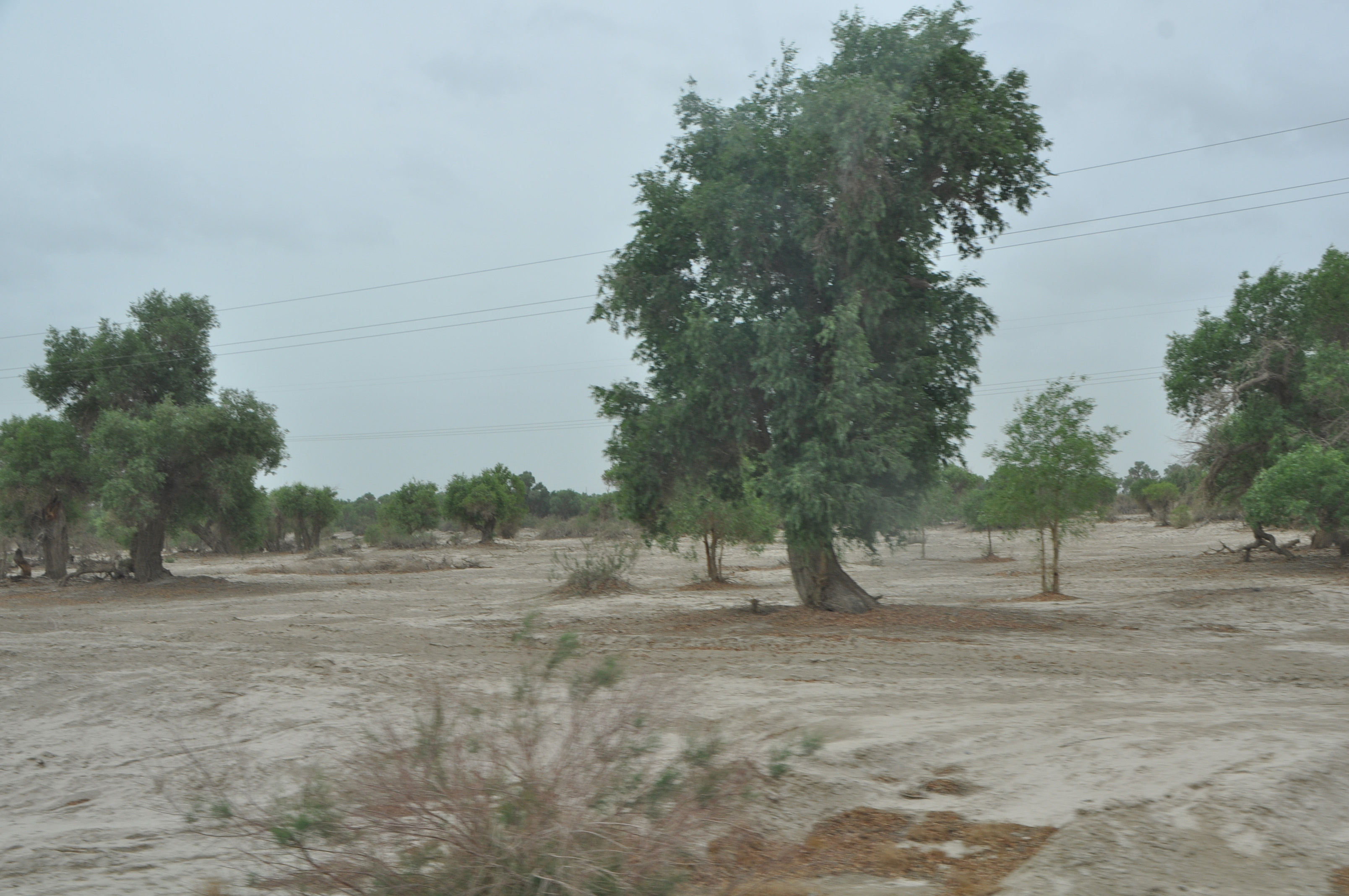
タクラマカン砂漠に生えるコトカケヤナギ（タクラマカン砂漠公路がタリム川を超えるすぐ北で）

コトカケヤナギ（琴掛け柳、学名：Populus euphratica）は、キントラノオ目ヤナギ科ヤマナラシ属またはハコヤナギ属  の「ポプラ」の一種で、中央アジアから中東や北アフリカまでの乾燥地帯でよく見られる。沙漠などの乾燥に強く、タマリスクとスナナツメと共に「沙漠の3英雄（植物）」とも呼ばれ、特に長寿で、秋にはきれいに紅葉する。

## 名称
学名と英文名称が「ユーフラテスのポプラ」で、旧約聖書の詩編137「バビロンの川のそばで、．．．、そこの柳に竪琴を掛けて、シオンを思い出した。」（英文欽定訳聖書からの直訳）と関係あるため、和名も「琴掛け柳（楊）」と名付けられた。
中国語名称は「胡楊」で、隣国・中国新疆ウイグル自治区のタリム川に沿って多く生育しているので、そこへの旅行者も含めて日本でも胡楊と呼ぶ人が多い。
中央アジアのトルクメニスタンではトゥランガと呼ばれている。(ウイグル語 toghraq توغراق)
また、中国のことわざにも「胡楊」が登場し、「胡楊生而千年不死、死而千年不倒、倒而千年不爛」（胡楊は生きて千年枯れず、枯れて千年倒れず、倒れて千年腐らず）と記されている。

## 特徴
中規模の落葉樹で樹高は最大15mほど、幹まわりは約2.5mほどになる。陽光を好む。
幹は曲線的に分枝し、外皮は成熟するとオリーブ色で荒い木肌の樹皮となる。
木材の断面では外側の色の薄い辺材は白に近く、内側の色の濃い心材は赤色を帯び、中心部の髄にかけて黒くなる。
幹に多量の水分が蓄えられており、穴を開けると水が吹き出す現象は「胡楊の泪」と呼ばれる。
根はそれほど深く張らず横に広がるように根付く。根萌芽によっても繁殖する。
葉の形状は多様で、披針形、卵円形、鋸歯をもつ菱卵形など、同じ個体でもさまざまな形になる。
花は尾状花序を形成し、雄花のものは25–50mm、雌花のものは50–70mmほどの大きさになる。
果実は、卵型披針形のカプセル状の実の内側になめらかな毛で小さな複数の種子が包まれている。
他のヤナギやポプラ同様、白い綿毛を持った種子が風に舞う柳絮（りゅうじょ）と呼ばれる現象もみられる。

## 分布
アフリカ北部から、中東、中央アジア、中国西部にかけての広い地域に分布する。
国名ではスペイン、モロッコ、アフガニスタン、インド、カザフスタン、パキスタン、タジキスタン、トルクメニスタン、ウズベキスタンなどの国に見られる。
中国では本種の90％が新疆ウイグル自治区に集中し、さらにその90％はタリム盆地に集中しており、絶滅危惧種に指定され保護区となっている。
乾燥した気候に強く、海抜4,000m程度までの高度で、熱帯･亜熱帯乾燥気候の広葉樹混交林などのなかにも本種が見られる。
砂漠気候やステップ気候下の氾濫原においてはヤナギ、ギョリュウ、クワの木などと本種の混合林が代表的な例である。 
塩分濃度の高い土壌でもよく育つため、季節的に氾濫する川辺、特に淡水と海水が混在する汽水域周辺の土地に本種の森林が自然に形成される。だが、これらの地域では貴重な薪の資源として伐採され続けた結果、今日ではそのほとんどが失われている。

## 利用
森林農業で植樹され、葉は家畜の飼料となる。幹は建築用の木材や、また製紙の原材料にも成り得る。
樹皮には駆虫薬（虫下し）の作用があると伝えられ、小枝を噛んで歯磨きにも用いられる。
特に塩害を伴う砂漠地域の植林計画に本種が選ばれ、防風林と土壌浸食の対策に用いられている。
一方、今日の中国では禁伐のため枯死した枝を薪にする程度である。

## 参照項目
- ポプラ
- シダレヤナギ - 学名Salix babylonicaは同じく詩編137由来といわれる